# Colégio Cataguases
O Colégio de Cataguases (atual Escola Estadual Manuel Inácio Peixoto) é um projeto de Oscar Niemeyer encomendado por Francisco Inácio Peixoto em 1945, um dos edifícios que mudaram a imagem e mentalidade de Cataguases na década de 1940.
Francisco Peixoto, escritor e industrial da cidade impulsionou a arte e arquitetura moderna na pequena Cataguases ao contratar Niemeyer para o projeto de sua residência e o Colégio Cataguases em 1945.
Outros nomes do modernismo foram chamados para compor o Colégio: os jardins são de Burle Marx, o mobiliário de Joaquim Tenreiro e Portinari assina o mural do hall, “Tirandentes”, que antes de ser levado à Cataguases foi exposto no MAM do Rio em 1949. Atualmente no Colégio há uma réplica e o original, vendido ao Governo de São Paulo, encontra-se no Memorial da América Latina, na Barra Funda, em São Paulo. Paulo Werneck concebeu o painel em pastilhas “Abstrato” e à frente do edifício encontra-se a “O Pensador,” de Jan Zack.
O projeto do colégio segue as principais linhas da Arquitectura Moderna: o pilotis, a fachada livre, o brise soleil,  as linhas simples e indica o traço de Niemeyer na sinuosidade interna e as experiências em concreto armado em sua marquise.
Inaugurado em 1949, o prédio foi tombado em dezembro de 1994 pelo IPHAN.